# اردوگاه البداوی
اردوگاه البداوی (عربی: مخيم البداوي) در کوه‌های اطراف البلداوی، روستای لبنانی از روستاهای شهرستان «الضنیه» در استان شمالی قرار دارد.

## موقعیت جغرافیایی
البلداوی ۸۹ کیلومتر با بیروت، پایتخت لبنان فاصله دارد و ۱۰ متر بالاتر از سطح دریا قرار گرفته است و بیش از ۵۵۲ هکتار می‌باشد.

## مشخصات
از زمان ورود پناهندگان فلسطینی به لبنان، کوه‌های تابعه به منطقه البلداوی به اردوگاه‌های فلسطینی پیوست. این کوه‌ها مانند بسیاری از کمپ‌های لبنان، پر از حیوانات وحشی بوده و به عنوان اردوگاه البداوی مشهور شده است.
این اردوگاه در شمال لبنان، در ارتفاع بالا از شهر طرابلس قرار دارد، دارای دو ورودی اصلی است: یک طرف جنوب گنبد طرابلس و دومی در شمال در جاده کوه البلداوی مشرف به شهر البداوی واقع شده است.
اردوگاه در اطراف تپه‌های کوه تلال، در ۳ کیلومتری مرکز طرابلس قرار دارد و ارتفاع آن حدود ۱۵۰ متر از سطح دریا است.
اردوگاه توسط IPC، شهر «ویرجین و ادای البخ و دیر عامار»، که بزرگ‌ترین نیروگاه در شمال لبنان است، اداره می‌شود.
نزدیک اردوگاه یک سربازخانه بنام «بهجت غائم» مربوط به ارتش لبنان قرار دارد، همچنین دانشگاه لبنان و بیمارستان دولتی نیز در نزدیکی اردوگاه قرار دارند.
یک ساختمان مدرن در اطراف اردوگاه البلداوی وجود دارد.
اردوگاه به چهار بخش (A, B، C و D) تقسیم می‌شود و جمعیتی حدود ۱۸٬۰۰۰ نفر دارد.

## آموزش و پرورش
۵ مدرسه خصوصی و ۶ مدرسه عمومی دارد.